# بروس جي. سكوت
بروس جي. سكوت هو سياسي أمريكي، ولد في 7 أبريل 1933 في ماركو آيلاند في الولايات المتحدة. انتخب عضو مجلس نواب فلوريدا ‏.